# 安德烈·法維利
安德烈·法維利（義大利語：Andrea Favilli；1997年5月17日—）是一位意大利職業足球選手，在場上的位置是前鋒。現効力意乙球队阿韦利诺。法維利的職業生涯開始於利沃諾的青訓營。他也代表意大利U21國家足球隊參賽。

## 外部連結
- Andrea Favilli （页面存档备份，存于） at Soccerway